# Triomphe de Caen
'Triomphe de Caen' est un cultivar de rosier hybride remontant obtenu en 1861 par le rosiériste normand Pierre Oger. Cette variété célèbre la ville de Caen en Normandie.

## Description
Cette variété présente un buisson vigoureux au feuillage caduc de 120 cm de hauteur, ou de 200 cm à 400 cm s'il est palissé. Ses roses en forme de coupe, de couleur grenat nuancée d'écarlate, sont grandes et parfumées s'ouvrant sur un œil vert. Sa floraison est faiblement remontante.
'Triomphe de Caen' est parfait pour former des haies ou pour être palissé sur un mur protégé du vent. On peut l'admirer à la roseraie des roses de Normandie, ainsi qu'à la roseraie du Val-de-Marne de L'Haÿ-les-Roses.